# Třebíz
Třebíz település Csehországban, a Kladnói járásban. Třebíz Neprobylice, Kvílice, Klobuky, Hořešovice, Pozdeň, Plchov és Kutrovice településekkel határos. Lakosainak száma 240 fő (2024. január 1.).

## Népesség
A település lakosságának változását az alábbi diagram mutatja:
| Lakosok száma | 303  | 293  | 366  | 228  | 191  | 173  | 229  | 233  | 226  | 240  |
|               | 1869 | 1890 | 1921 | 1950 | 1980 | 2001 | 2017 | 2019 | 2022 | 2024 |